# Meteorus croce
Meteorus croce är en stekelart som beskrevs av Nixon 1943. Meteorus croce ingår i släktet Meteorus och familjen bracksteklar. Inga underarter finns listade i Catalogue of Life.